# 洛蕾塔·迪瓦恩
洛蕾塔·迪瓦恩（英語：Loretta Devine，1949年8月21日—），女，美国演员。曾获得黄金时段艾美奖剧情类最佳女客串演员。